# Lorgues
Cet article possède un paronyme, voir L'Orgue.
Lorgues (Lòrgue en provençal) est une commune française située dans le département du Var, en région Provence-Alpes-Côte d'Azur.
Ville du canton de Vidauban depuis 2015, Lorgues est située à 13 km au sud-ouest de Draguignan.
Ses habitants sont les Lorguais et les Lorguaises.

## Géographie

### Localisation
Lorgues est entourée par les communes de Flayosc, à 8 km, 9 km de Le Thoronet, 7 km de Saint-Antonin-du-Var, 14 km de Draguignan et 9 km au nord-ouest de Vidauban.
Elle s'étend sur 64,4 km2.

### Lieux-dits et hameaux
- Le hameau de Saint-Jaume[1].
- Hameau des Mauniers.
- Hameau des salettes.
- Lotissement « Les Hameaux de Provence ».

### Voies de communications et transports

#### Voies routières
Plusieurs routes rejoignent la commune de Lorgues : la route départementale 10, depuis Taradeau, au sud-est, ou Salernes au nord-ouest ; la route départementale 562 depuis Flayosc, ou Carcès ; la route départementale 50 depuis Entrecasteaux.

#### Transports en commun
- Transport en Provence-Alpes-Côte d'Azur

Commune desservie par le réseau régional de transports en commun Zou ! (ex Varlib). Les collectivités territoriales ont en effet mis en œuvre un « service de transports à la demande » (TAD), réseau régional Zou !.
Les transports urbains sont gérés par la communauté d'agglomération dracénoise (TED Bus) qui propose trois lignes urbaines ainsi que des lignes à destination de certaines communes de l'agglomération comme la gare de Les Arcs-Draguignan, Ampus, Flayosc, Le Muy et une autre qui relie les communes de l'agglomération dracénoise entre elles qui fonctionnent à la demande.
Les bus desservent depuis Draguignan les villes de Toulon, Brignoles, Aups, Fayence, Fréjus ou encore Le Luc.

#### Lignes SNCF
La gare TGV la plus proche est la gare des Arcs - Draguignan.
- Gare de Marseille-Saint-Charles,
- Gare de Nice-Ville,
- Gare de Toulon.

#### Transports aériens
L'aéroport le plus proche est celui de Toulon-Hyères, à 79 km.

#### Ports
- Ports en Provence-Alpes-Côte d'Azur :
  - Rade de Toulon,
  - Port Lympia (port de Nice),
  - Port Hercule (Port de Monaco).

### Communes limitrophes
| Saint-Antonin-du-Var | Flayosc                          | Draguignan |
| Saint-Antonin-du-Var | Lorgues                          | Taradeau   |
| Le Thoronet          | Le Thoronet Le Cannet-des-Maures | Vidauban   |

### Relief, géologie et hydrogéologie
Le village, au sein d'une vallée, est situé à 210 mètres d'altitude. La commune est vallonnée, les collines environnantes culminant à 320 mètres comme celle de « l'ermitage Saint-Ferréol », à l'est.
Ville du centre Var, à mi-chemin entre la  Méditerranée et les gorges du Verdon, les vallées de l'Argens, au sud, et de la Florieye, à l'est, forment limites communales.
Cours d'eau sur la commune ou à son aval :
- Fleuve : Argens ;
- Vallons : des Miquelets ; de Saint-Peyre ; de la Font de l'Évoué ; de Sargles ; de Mousteïrol ; de Mappe ; des Codouls ; du Figueiret ; de Berne ;
- Ruisseau : Florièye, du Thoronet ;
- Le Regard des Cavalières ;
- Gorge de Saint-Ferréol.

À la suite de la restauration, par l'association des Amis de la Cascade, des 1,3 kilomètre de canal amenant l'eau jusqu'à la cascade de Sauveclare, deux cascades qui avaient disparu depuis les inondations du 15 juin 2010 ont été remises en eau. En 2018, la cascade est de nouveau asséchée à la suite de crues.

### Sismicité
Dans le Var, 82 communes sont classées en risque négligeable (zone 0), 50 en zone de sismicité très faible mais au risque non négligeable (Ia), et 21 en zone de sismicité faible (Ib).
Lorgues est classée en zone 0,.

### Climat
Pour des articles plus généraux, voir Climat de Provence-Alpes-Côte d'Azur et Climat du Var.
En 2010, le climat de la commune est de type climat méditerranéen franc, selon une étude du Centre national de la recherche scientifique s'appuyant sur une série de données couvrant la période 1971-2000. En 2020, Météo-France publie une typologie des climats de la France métropolitaine dans laquelle la commune est exposée à un climat méditerranéen et est dans la région climatique Var, Alpes-Maritimes, caractérisée par une pluviométrie abondante en automne et en hiver (250 à 300 mm en automne), un très bon ensoleillement en été (fraction d’insolation > 75 %), un hiver doux (8 °C) et peu de brouillards.
Pour la période 1971-2000, la température annuelle moyenne est de 14 °C, avec une amplitude thermique annuelle de 16,5 °C. Le cumul annuel moyen de précipitations est de 839 mm, avec 6,6 jours de précipitations en janvier et 2,3 jours en juillet. Pour la période 1991-2020, la température moyenne annuelle observée sur la station météorologique de Météo-France la plus proche, « Les Arcs_sapc », sur la commune des Arcs à 10 km à vol d'oiseau, est de 15,5 °C et le cumul annuel moyen de précipitations est de 803,1 mm. 
La température maximale relevée sur cette station est de 41,3 °C, atteinte le 27 juin 2019 ; la température minimale est de −8,7 °C, atteinte le 13 février 1999,,.
Les paramètres climatiques de la commune ont été estimés pour le milieu du siècle (2041-2070) selon différents scénarios d'émission de gaz à effet de serre à partir des nouvelles projections climatiques de référence DRIAS-2020. Ils sont consultables sur un site dédié publié par Météo-France en novembre 2022.

## Urbanisme

### Typologie
Au 1er janvier 2024, Lorgues est catégorisée bourg rural, selon la nouvelle grille communale de densité à sept niveaux définie par l'Insee en 2022.
Elle appartient à l'unité urbaine de Lorgues, une unité urbaine monocommunale constituant une ville isolée,. Par ailleurs la commune fait partie de l'aire d'attraction de Draguignan, dont elle est une commune de la couronne,. Cette aire, qui regroupe 11 communes, est catégorisée dans les aires de 50 000 à moins de 200 000 habitants,.

### Occupation des sols
L'occupation des sols de la commune, telle qu'elle ressort de la base de données européenne d’occupation biophysique des sols Corine Land Cover (CLC), est marquée par l'importance des forêts et milieux semi-naturels (58,5 % en 2018), en diminution par rapport à 1990 (63,6 %). La répartition détaillée en 2018 est la suivante :
forêts (57,5 %), cultures permanentes (19,9 %), zones urbanisées (12,7 %), zones agricoles hétérogènes (7,2 %), terres arables (1,3 %), milieux à végétation arbustive et/ou herbacée (1 %), prairies (0,5 %). L'évolution de l’occupation des sols de la commune et de ses infrastructures peut être observée sur les différentes représentations cartographiques du territoire : la carte de Cassini (XVIIIe siècle), la carte d'état-major (1820-1866) et les cartes ou photos aériennes de l'IGN pour la période actuelle (1950 à aujourd'hui).

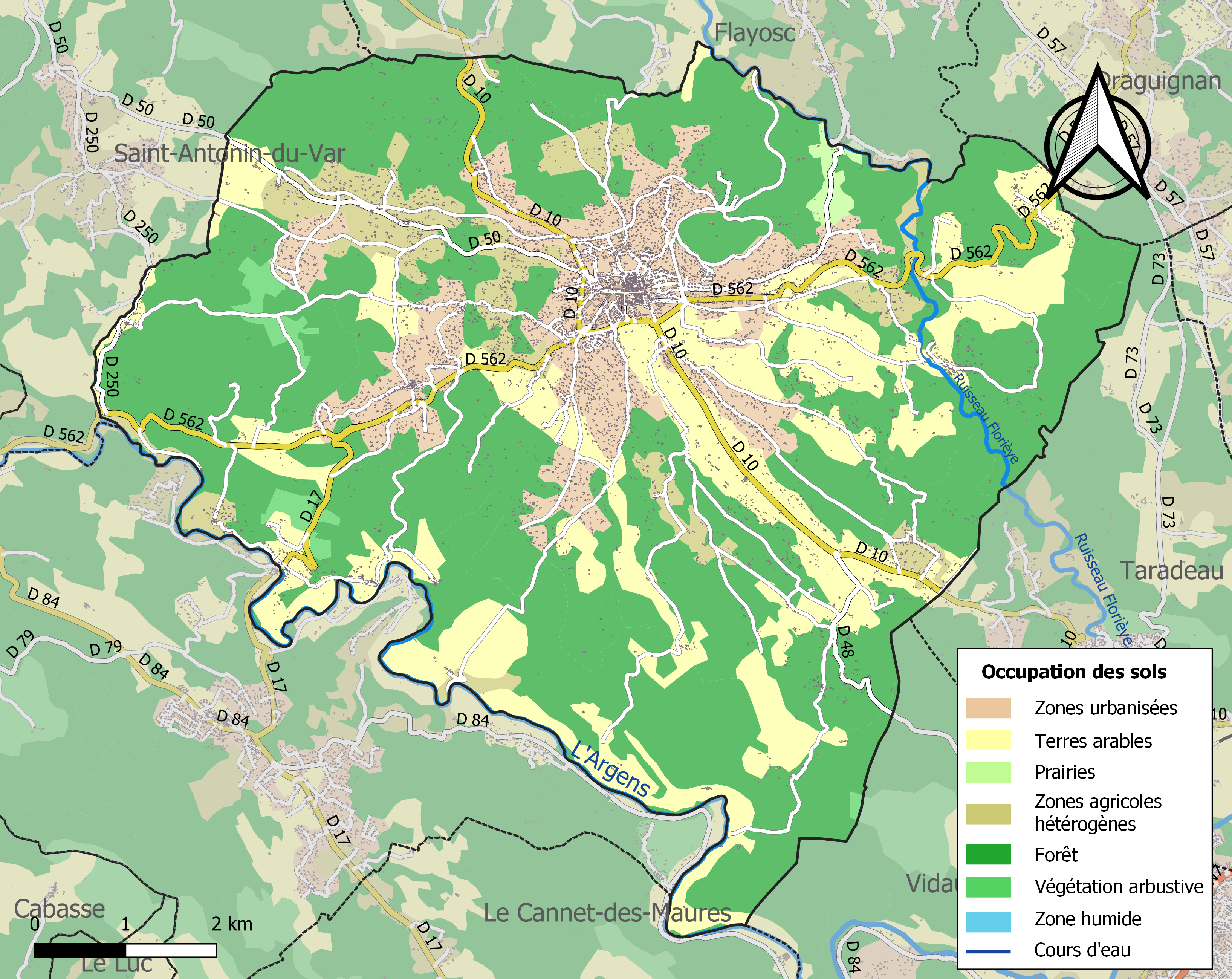
Carte des infrastructures et de l'occupation des sols de la commune en 2018 (CLC).

## Toponymie
La commune s'appelle Lorgo en provençal selon la norme mistralienne. Les habitants sont les Lourguian / -ano ou les Lourguen /- enco.

## Histoire
Lorgues est un lieu d’habitat depuis la Préhistoire. Deux dolmens en témoignent encore aux 4-Chemins. Bourgade ligure importante, avec son oppidum-refuge sur la colline de Saint-Ferréol, elle est ensuite colonisée par les Romains. Au Moyen Âge,, le castrum reste à l’abri des invasions barbares et sarrasines grâce à ses remparts.
Vers 1156, les templiers s’y installent pour constituer la commanderie du Ruou. Ils dotent la ville de nouveaux et solides remparts dont il reste aujourd’hui quelques vestiges.
À partir du XIVe siècle, de nombreuses confréries religieuses s’établissent et édifient chapelles, écoles et couvents. La mort de la reine Jeanne Ire ouvre une crise de succession à la tête du comté de Provence, les villes de l’Union d'Aix (1382-1387) soutenant Charles de Duras contre Louis Ier d'Anjou. Lorgues fait partie de l’Union d’Aix, avant de faire promesse de reddition le 8 septembre 1387 à Marie de Blois, régente de Louis II d'Anjou.

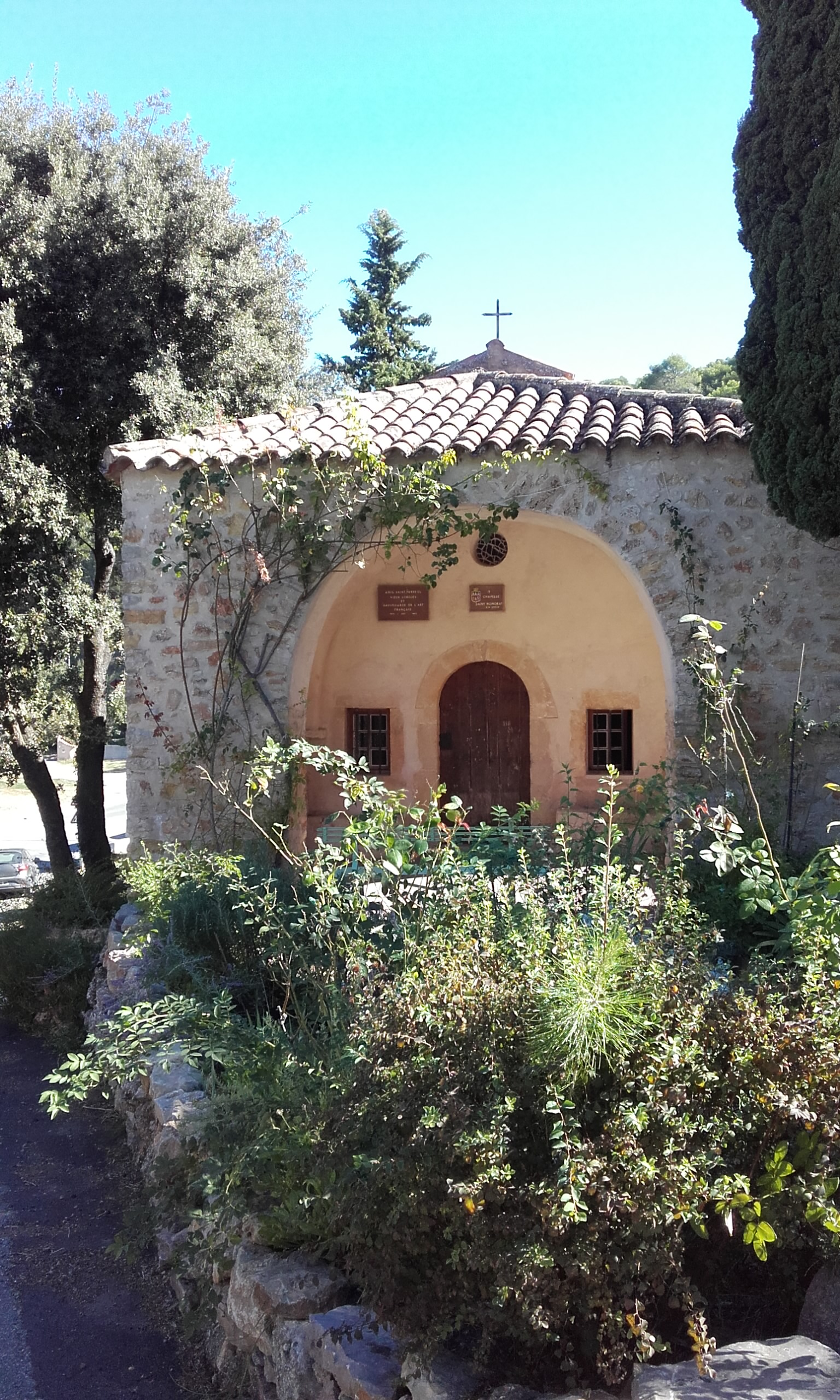
Chapelle Saint-Honorat.

La présence protestante, dans le camp des Razats qui se joignent avec les catholiques modérés fidèles à la cause royale contre les carcistes, lors des guerres de Religion, était très forte au XVIe siècle,,. Cette cohabitation est illustrée par les différents cultes des communautés religieuses dans la chapelle Saint-Honorat.
Les XVIIIe et XIXe siècles sont des périodes riches avec la construction de monuments majeurs. Le cours de la République, artère centrale de Lorgues bordée d’un alignement de maisons bourgeoises, est tracé à cette époque.
En 1851, la ville refuse de participer au soulèvement varois contre le coup d'État de Louis-Napoléon Bonaparte. Cet épisode est relaté dans le roman d'Émile Zola La Fortune des Rougon, le premier du cycle des Rougon-Macquart, dans lequel Zola situe toute l'action dans la ville imaginaire de Plassans.
La commune a été décorée, le 11 novembre 1948, de la Croix de guerre 1939-1945.

### Héraldique

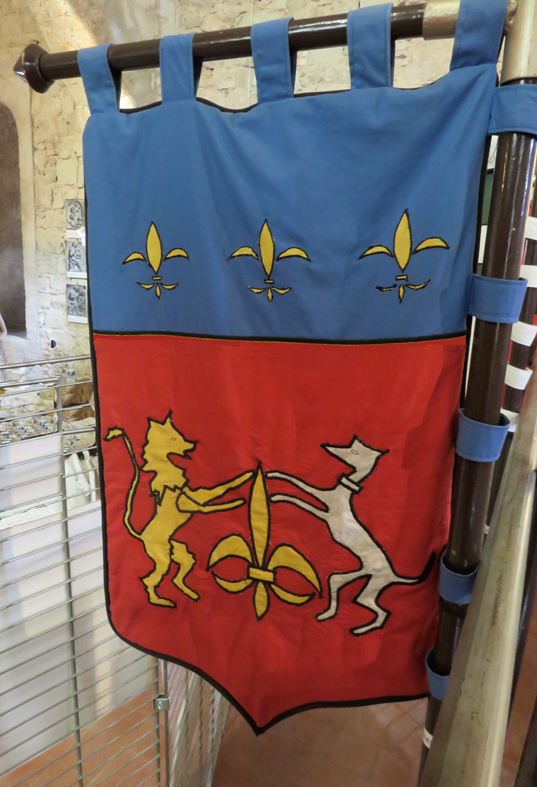

|  | De gueules, à un lion d'or et un chien d'argent affrontés, supportant de leurs pattes de devant une fleur de lis d'or ; et un chef cousu d'azur, chargé de trois fleurs de lis d'or. Devise : Force et Fidélité. Vertus symbolisées par les deux animaux : le lion et le chien. |

## Politique et administration

### Intercommunalité
Lorgues fait partie de la communauté de Dracénie Provence Verdon agglomération (ex-communauté d'agglomération Dracénoise) qui regroupe vingt-trois communes du département du Var, dont Draguignan de 110 019 habitants en 2019, créée le 31 octobre 2000. Les 23 communes composant la communauté d'agglomération en 2017 sont (par ordre alphabétique) :
- Communes fondatrices
  - Draguignan ; Châteaudouble ; Figanières ; La Motte ; Les Arcs ; Lorgues ; Taradeau ; Trans-en-Provence.
- Communes ayant adhéré ultérieurement
  - Ampus ; Bargemon ; Bargème ; Callas ; Claviers ; Comps-sur-Artuby ;  Flayosc ; La Bastide ; La Roque-Esclapon ; Le Muy ; Montferrat ; Saint-Antonin-du-Var ; Salernes ; Sillans-la-Cascade ; Vidauban.

La commune de Lorgues dépend du schéma de cohérence territoriale (SCOT) de la Dracénie.

### Urbanisme et protection de l'environnement
Le plan local d'urbanisme a été approuvé le 12 juillet 2017. Avec la disparition des zones NB, les zones constructibles ont été ramenées de Équivalent 1 350 ha du plan d'occupation des sols (POS) à 640 ha (zone U + les zones à urbaniser, zones AU) au PLU, soit une diminution de 52 %.
Le PLU s'inscrira dans les perspectives du schéma de cohérence territoriale (SCOT ou SCoT), document d'urbanisme qui déterminera un projet de territoire visant à mettre en cohérence l'ensemble des politiques sectorielles notamment en matière d’habitat, de mobilité, d’aménagement commercial, d’environnement et de paysage, à l’échelle des 23 communes de la communauté d'agglomération dracénoise.
La construction d'une nouvelle station d'épuration 7 000 équivalent-habitants, contribuant à la protection de l'environnement, des eaux souterraines et du milieu aquatique a été réalisée en 2013.

### Budget et fiscalité
Les comptes 2011 à 2021 de la commune s’établissent comme suit,:
| Postes                                            | 2011    | 2012    | 2013    | 2014    | 2015    | 2016    | 2017    | 2018     | 2019     | 2020    | 2021     |
| ------------------------------------------------- | ------- | ------- | ------- | ------- | ------- | ------- | ------- | -------- | -------- | ------- | -------- |
| Produits de fonctionnement                        | 9 119 € | 9 465 € | 9 351 € | 8 879 € | 8 765 € | 9 212 € | 9 914 € | 10 058 € | 10 122 € | 9 956 € | 10 583 € |
| Charges de fonctionnement                         | 7 801 € | 7 834 € | 8 063 € | 8 569 € | 8 421 € | 8 453 € | 8 617 € | 8 395 €  | 8 719 €  | 8 429 € | 8 380 €  |
| Ressources d’investissement                       | 5 952 € | 1 948 € | 4 056 € | 2 890 € | 2 869 € | 2 394 € | 2 633 € | 2 470 €  | 4 362 €  | 4 227 € | 6 226 €  |
| Emplois d’investissement                          | 4 245 € | 1 461 € | 3 690 € | 5 246 € | 2 863 € | 1 725 € | 2 485 € | 2 529 €  | 4 571 €  | 6 907 € | 4 422 €  |
| Dette                                             | 100 €   | 73 €    | 50 €    | 3 €     | 27 €    | 0 €     | 0 €     | 12 €     | 445 €    | 0 €     | 240 €    |
| Source : Ministère de l’Économie et des Finances. |         |         |         |         |         |         |         |          |          |         |          |

Fiscalité 2021 :

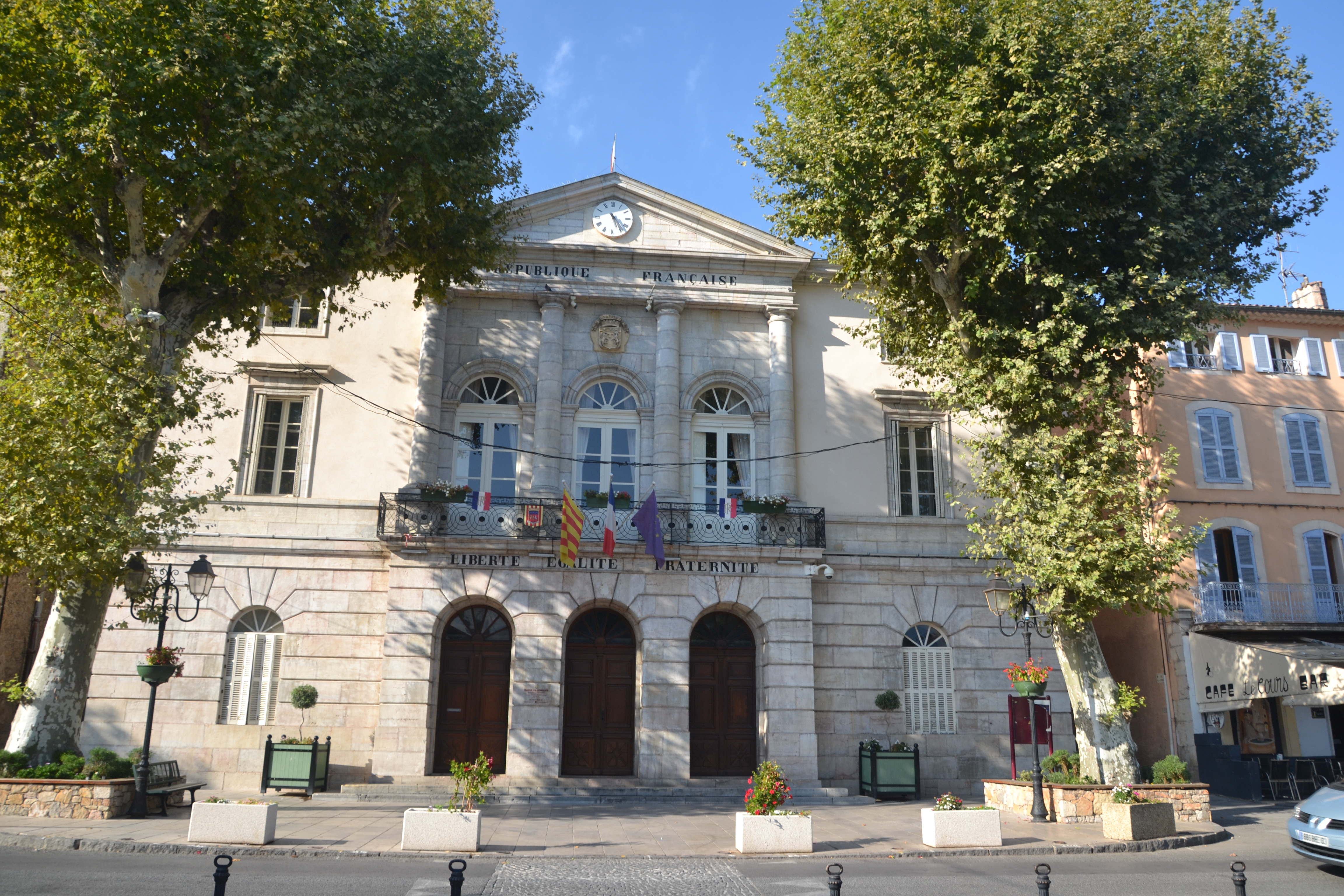
Mairie de Lorgues.

- Taux d’imposition taxe d’habitation : 13,52 %
- Taxe foncière sur propriétés bâties : 33,68 %
- Taxe foncière sur propriétés non bâties : 93,97 %
- Taxe additionnelle à la taxe foncière sur les propriétés non bâties : 0,00 %
- Cotisation foncière des entreprises : 0,00 %
- Montant total des dettes dues par la commune : 2 231 euro, soit 240 euro par habitant (Moyenne de la strate en euros par habitant : 775 €uros : communes de Répartition du nombre de communes par strate de population communale en 2021. Taille des communes concernées : 5 000 à moins de 10 000 habitants).

Chiffres clés Revenus et pauvreté des ménages en 2020 : médiane en 2020 du revenu disponible, par unité de consommation : 22 120 €.

### Investissements et projets d'investissement

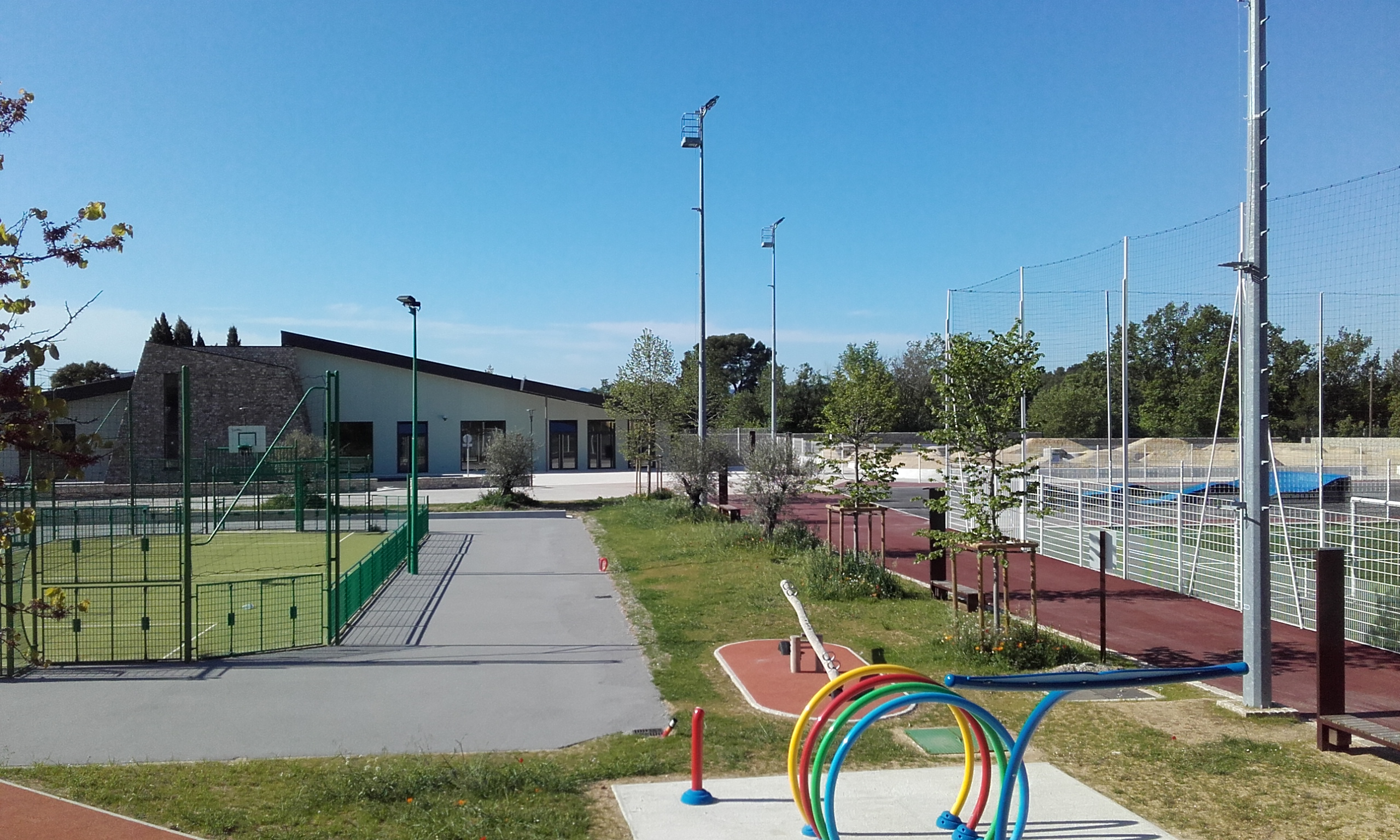
Complexe multi-activités.

- Complexe multi-activités Jean Turchi, route de Salernes[48].
- Ev8, La Méditerranée à vélo, et bornes de recharges électriques pour vélo. D'une distance de 5 888 km, la Véloroute et Voie Verte Européenne no 8 (EV8) assure la liaison entre l'Espagne (Cadix) et la Grèce (Athènes). Elle sillonne 11 pays et propose de découvrir 23 sites inscrits sur la liste du patrimoine mondial.
- Espace végétalisé au centre-ville.
- Réhabilitation du vieux Lorgues.
- Logements sociaux à la Résidence du Réal Calamar.

### Jumelages
Des projets de jumelage de Lorgues avec une ou deux communes européennes ont été évoqués en 2014.

## Population et société

### Démographie

#### Évolution démographique
L'évolution du nombre d'habitants est connue à travers les recensements de la population effectués dans la commune depuis 1793. Pour les communes de moins de 10 000 habitants, une enquête de recensement portant sur toute la population est réalisée tous les cinq ans, les populations de référence des années intermédiaires étant quant à elles estimées par interpolation ou extrapolation. Pour la commune, le premier recensement exhaustif entrant dans le cadre du nouveau dispositif a été réalisé en 2006.

En 2022, la commune comptait 9 803 habitants, en évolution de +9,31 % par rapport à 2016 (Var : +4,98 %, France hors Mayotte : +2,11 %).
| 1793  | 1800  | 1806  | 1821  | 1831  | 1836  | 1841  | 1846  | 1851  |
| ----- | ----- | ----- | ----- | ----- | ----- | ----- | ----- | ----- |
| 5 509 | 4 923 | 5 015 | 5 418 | 5 444 | 5 028 | 4 196 | 4 603 | 4 705 |

| 1856  | 1861  | 1866  | 1872  | 1876  | 1881  | 1886  | 1891  | 1896  |
| ----- | ----- | ----- | ----- | ----- | ----- | ----- | ----- | ----- |
| 4 434 | 4 634 | 4 729 | 4 436 | 4 210 | 4 269 | 3 762 | 3 494 | 3 196 |

| 1901  | 1906  | 1911  | 1921  | 1926  | 1931  | 1936  | 1946  | 1954  |
| ----- | ----- | ----- | ----- | ----- | ----- | ----- | ----- | ----- |
| 3 197 | 3 141 | 3 062 | 2 517 | 2 685 | 2 707 | 2 679 | 2 613 | 2 817 |

| 1962  | 1968  | 1975  | 1982  | 1990  | 1999  | 2006  | 2011  | 2016  |
| ----- | ----- | ----- | ----- | ----- | ----- | ----- | ----- | ----- |
| 2 865 | 3 401 | 4 173 | 5 196 | 6 340 | 7 319 | 8 550 | 9 004 | 8 968 |

| 2021  | 2022  | - | - | - | - | - | - | - |
| ----- | ----- | - | - | - | - | - | - | - |
| 9 542 | 9 803 | - | - | - | - | - | - | - |

## Économie

### L’activité industrielle alimentaire
Le patrimoine témoigne de l’activité industrielle alimentaire que la commune a connue jusqu’à la fin du XIXe siècle (moulins à farine, fours à pain, pressoirs à vins, moulins à huile).

### Viticultureetoléiculture
La commune de Lorgues est bordée de quatorze propriétés viticoles,Domaines Viticoles et châteaux, Domaine et caves AOC "Côtes-de-provence" autour de la cave coopérative « Le Cellier des Lorguians » : domaine des Aumèdes, Château Roubine, domaine Saint-Marc des Omèdes, Château L’Arnaude, Château Sainte-Béatrice, domaine de L’Estello, Château Les Crostes, domaine de la Rose Trémière, Château La Martinette, domaine du clos d’Alari, Château Mentone. Domaine Ludovic de Beauséjour ; Domaine de Gavaisson ; Château de Berne,.
Coopérative vinicole et moulin à huile puis coopérative agricole (coopérative oléicole) et coopérative vinicole dite Société coopérative agricole La Lorguaise,,,.

### Tourisme
Placée entre la mer et le Verdon à environ 19 km, la commune bénéficie de l'activité touristique estivale de la côte d'Azur, ainsi que de l'engouement pour le tourisme vert et sportif du Haut Var. La commune propose plusieurs types d'hébergements touristiques, de l'hôtel au camping, en passant par la chambre d'hôtes.

## Lieux et monuments
Les services régionaux du patrimoine ont réalisé divers inventaires du patrimoine architectural et mobilier, qui illustrent la qualité et la diversité du patrimoine de la commune. Parallèlement les associations concourent à des recherches documentaires et historiques qui enrichissent la connaissance de celui-ci.

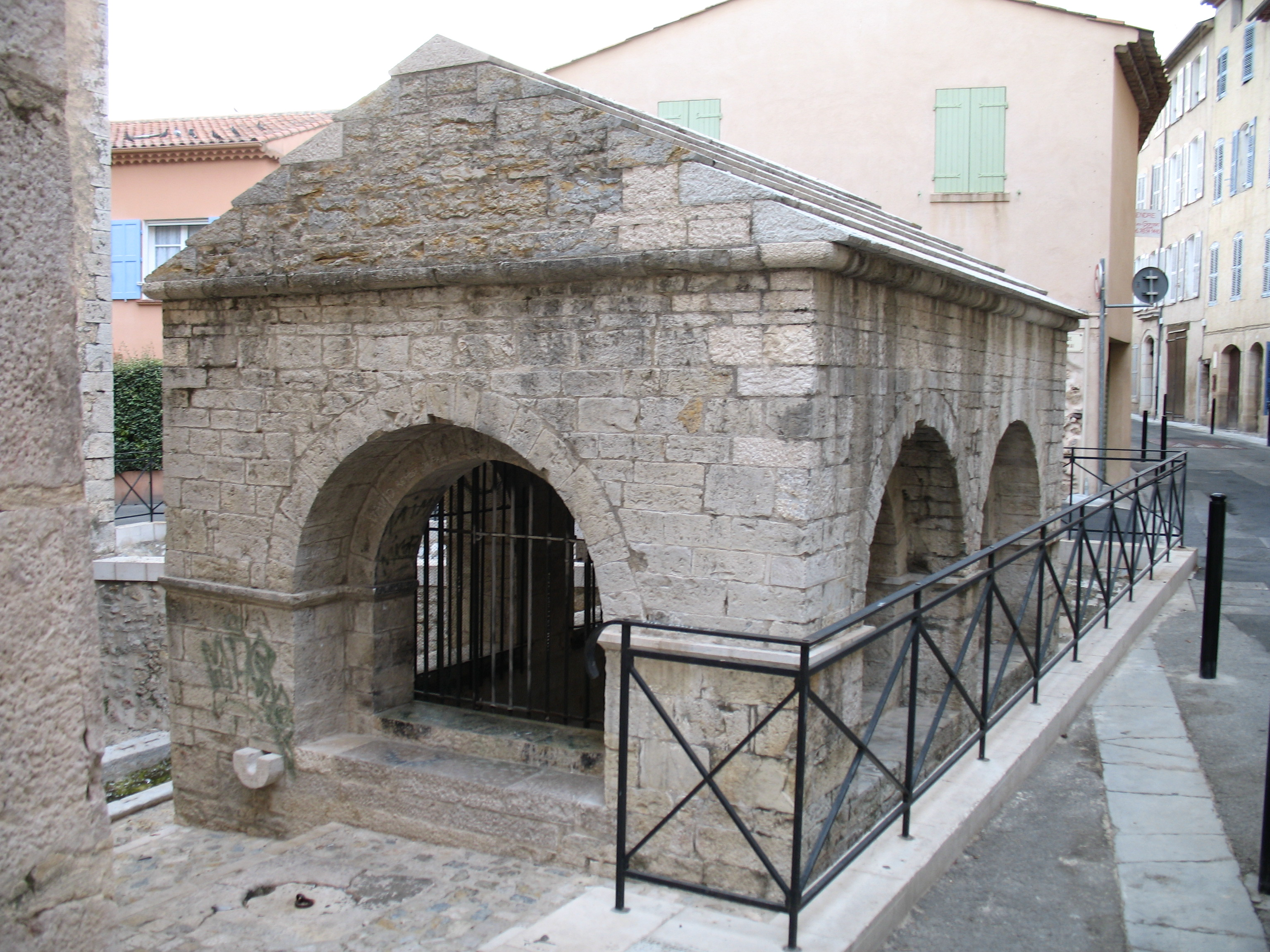
La Font Couverte.
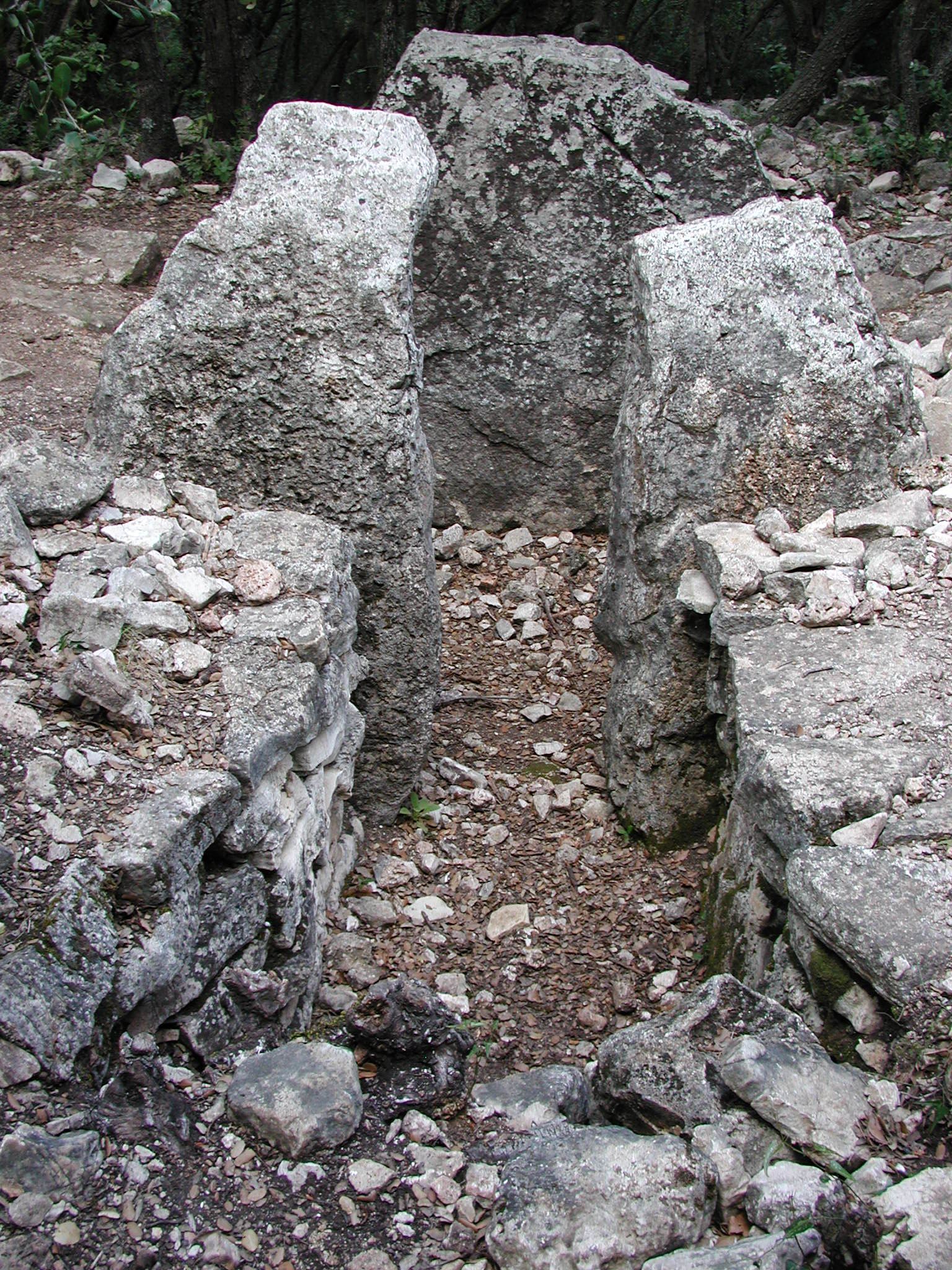
Dolmen de Peycervier.
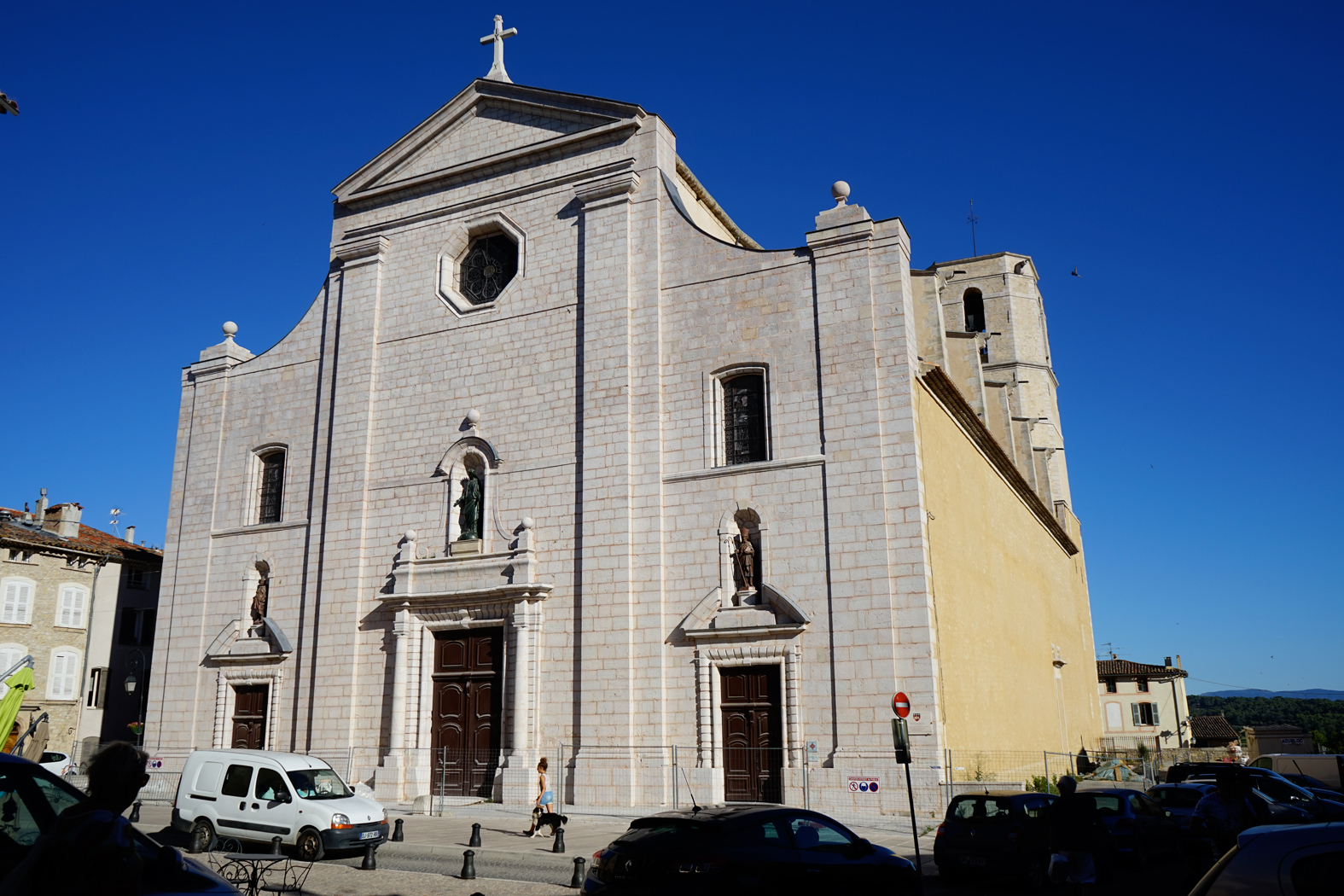
La collégiale Saint-Martin de Lorgues.
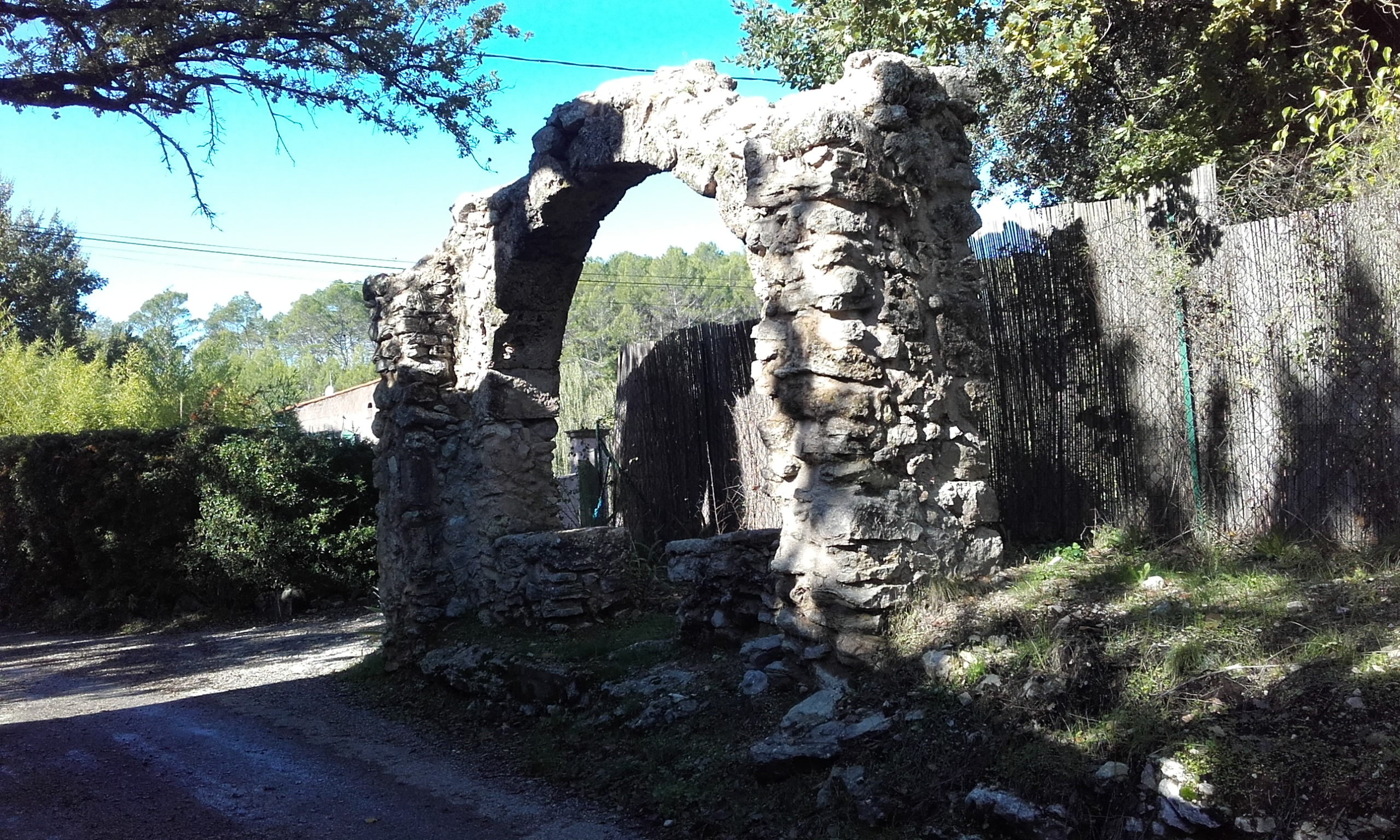
La chapelle Notre-Dame-de-Florièye de Lorgues.

### Architecture religieuse
- La collégiale Saint-Martin[67], construite au XVIIIe, possède une façade classique. C'est un monument historique classé, l'emplacement fut arbitré en 1705 par André Hercule de Fleury, évêque de Fréjus et futur premier ministre de Louis XV. À l'intérieur, le maître-autel est orné à ses angles de têtes d'anges et de jeunes filles et une vierge due à Pierre Puget[68],[69].
  - Le grand orgue de la collégiale et l’église paroissiale Saint-Martin[70],[71],[72],[73],[74],[75].
  - La cloche de 1623[76].
- Couvent des ursulines (ancien)[77]
- Le presbytère[78] inscrit partiellement sur l'Inventaire supplémentaire des monuments historiques par arrêté du 16 novembre 1949[79],[80].
- Les chapelles dont :
  - La chapelle Notre-Dame de Benva[81], Notre-Dame des Salettes ou Notre-Dame de Belval[82],[83], monument classé du XVe siècle décoré de fresques[84],[85].
  - La chapelle Notre-Dame-de-Florièye (à ne pas confondre avec l'abbaye de Florièyes de Tourtour) mentionnée à la fin du Moyen Âge[86],[87].
Cette confusion provient peut-être du fait que les cendres d’un des premiers moines de l’abbaye de Floriège à Tourtour, Guilhem, ont été transférées au Thoronet puis à l’église de Lorgues[88]. Un de ses avant-bras, conservé à Tourtour, faisait l’objet d’une procession le dimanche le plus rapproché du 13 juin. Une lettre du curé de Lorgues, à l’évêque de Fréjus, le 21 juin 1873 (conservée aux archives paroissiale de Lorgues), signale la présence dans la chapelle détruite de Notre-Dame-de-Florièyes à Lorgues d’une relique du saint[89].
  - La chapelle Saint-Honorat, utilisée par les trois confessions chrétiennes : catholique, orthodoxe et réformée[90].
  - La chapelle Saint-François[91],[92].
  - La chapelle Saint-Jaume[93],[94].
  - La chapelle de l'ermitage Saint-Ferréol du XVIe siècle[95].
  - La chapelle Saint-Barthélémy-aux-Pailles[96].
  - La chapelle Sainte-Anne[97]
  - des chapelles privées et d'anciennes chapelles : chapelle de Sainte-Foy (domaine) ; ex-chapelle Saint-Jacques de la Cana ; chapelle Notre-Dame de l'Annonciation (couvent des sœurs de Sion, chapelle de la Martinette ; chapelle des pénitents gris Saint François ; Chapelle de Saint-Pierre[98].
- Le monastère orthodoxe Saint-Michel[99].

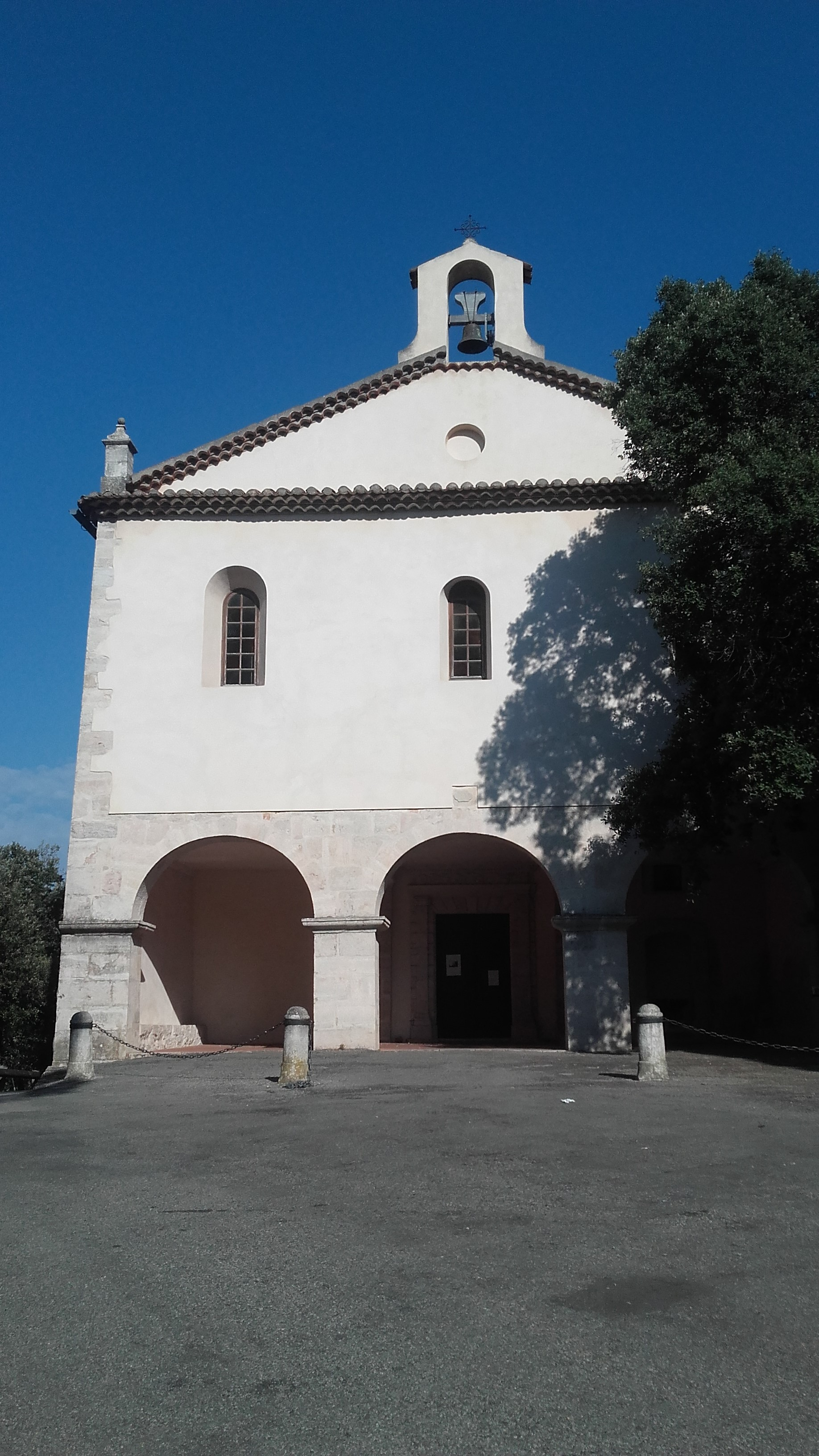
Chapelle ermitage Saint-Ferréol.
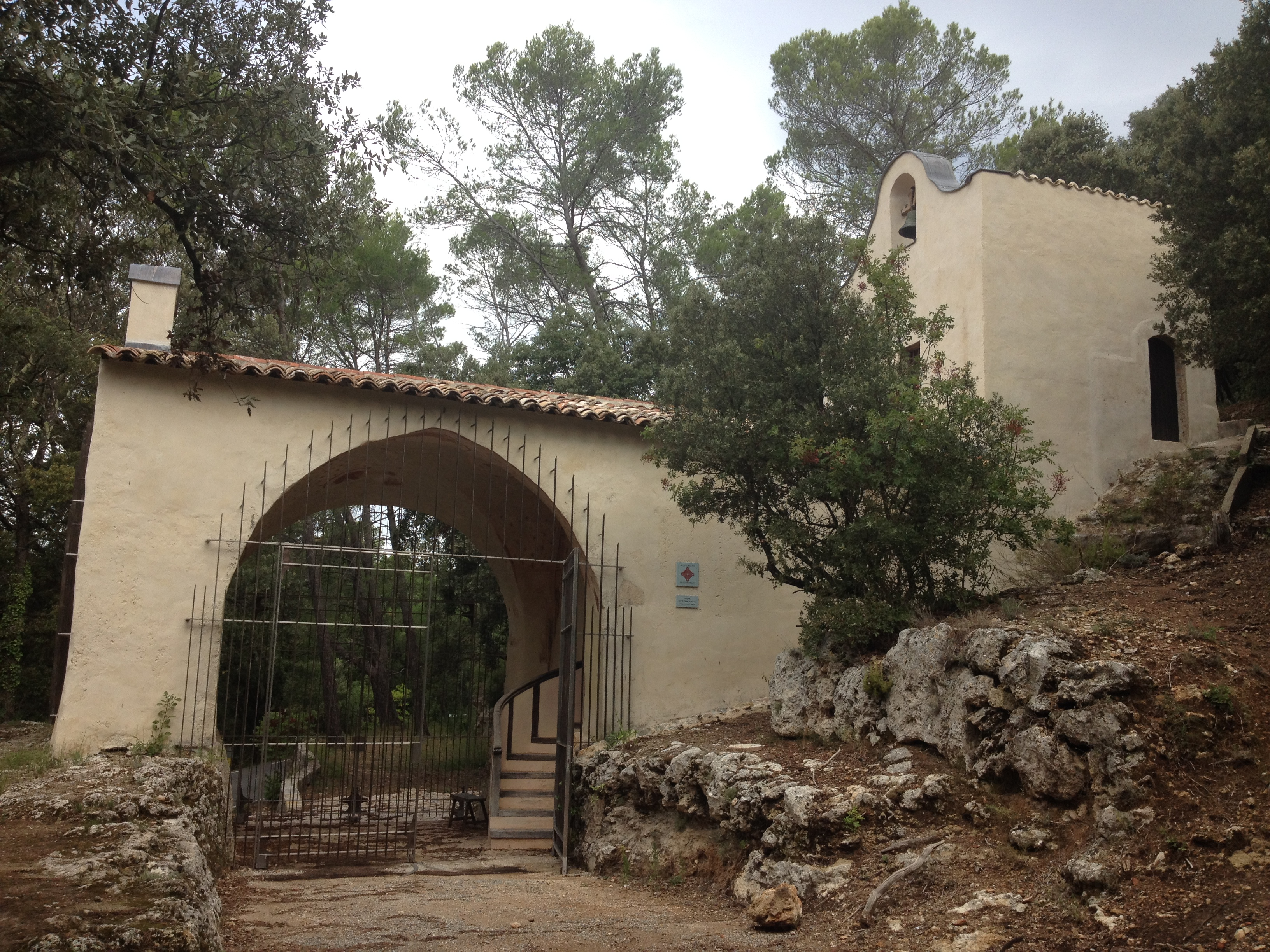
Chapelle Notre-Dame de Benva.
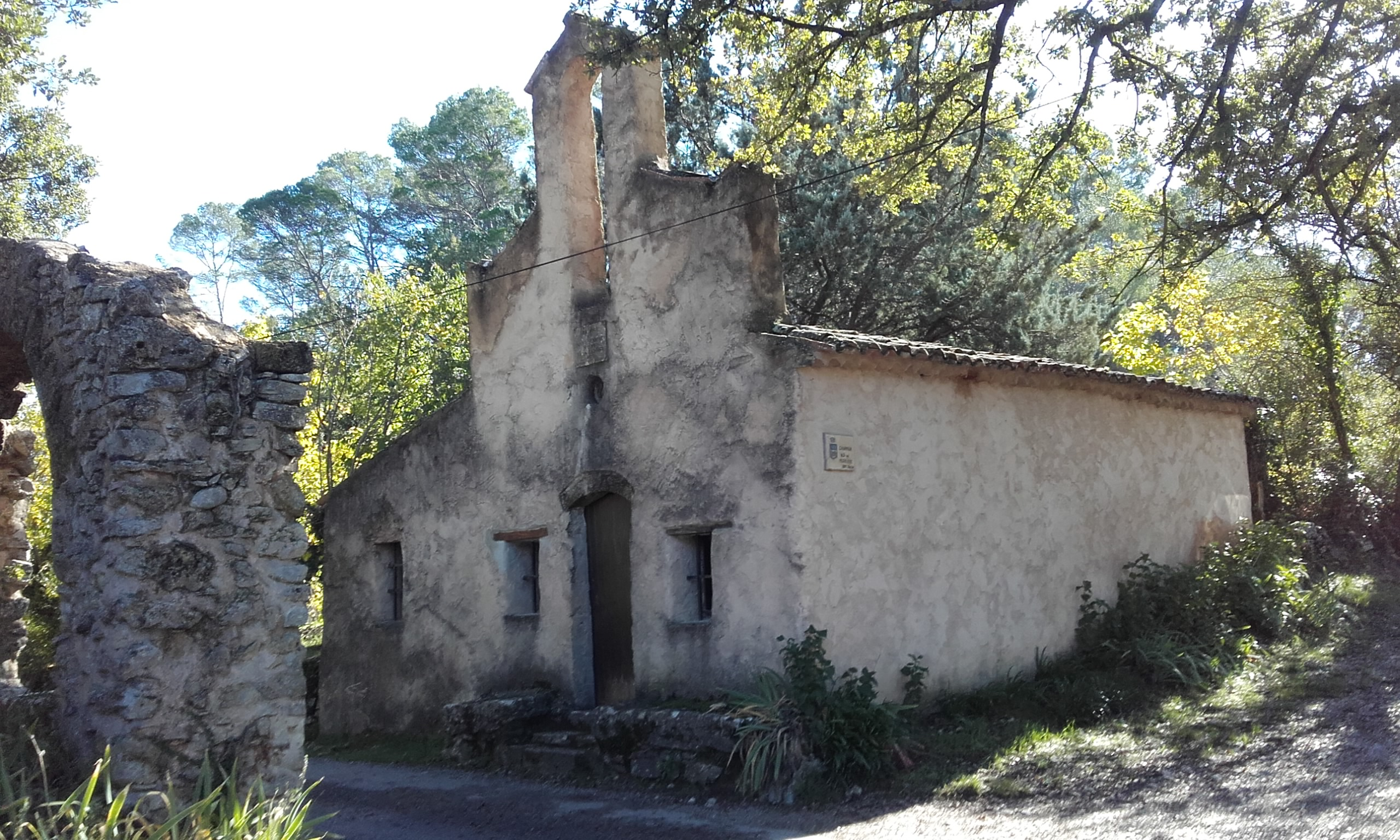
Chapelle Notre-Dame de Florieye.
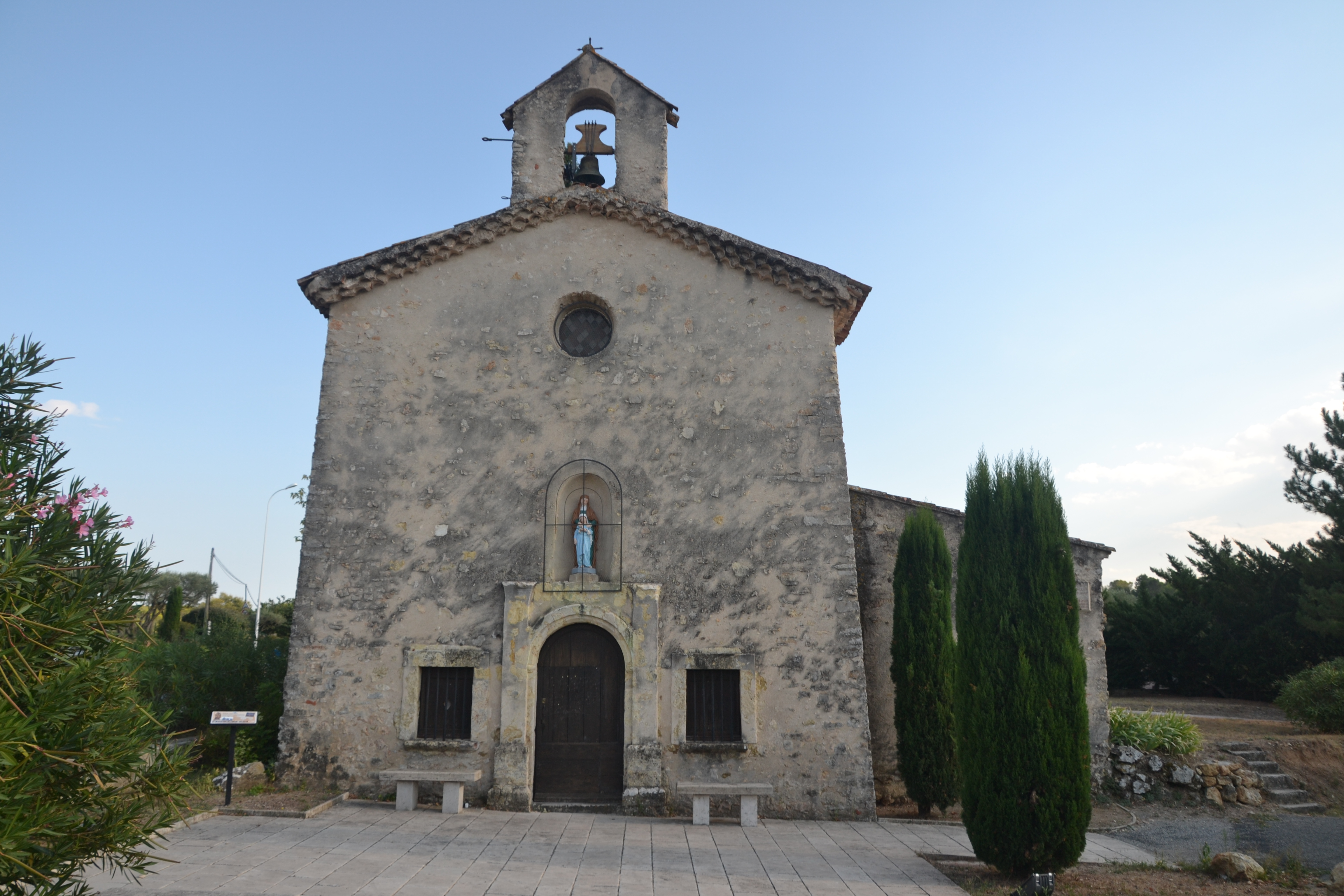
Chapelle Sainte-Anne.
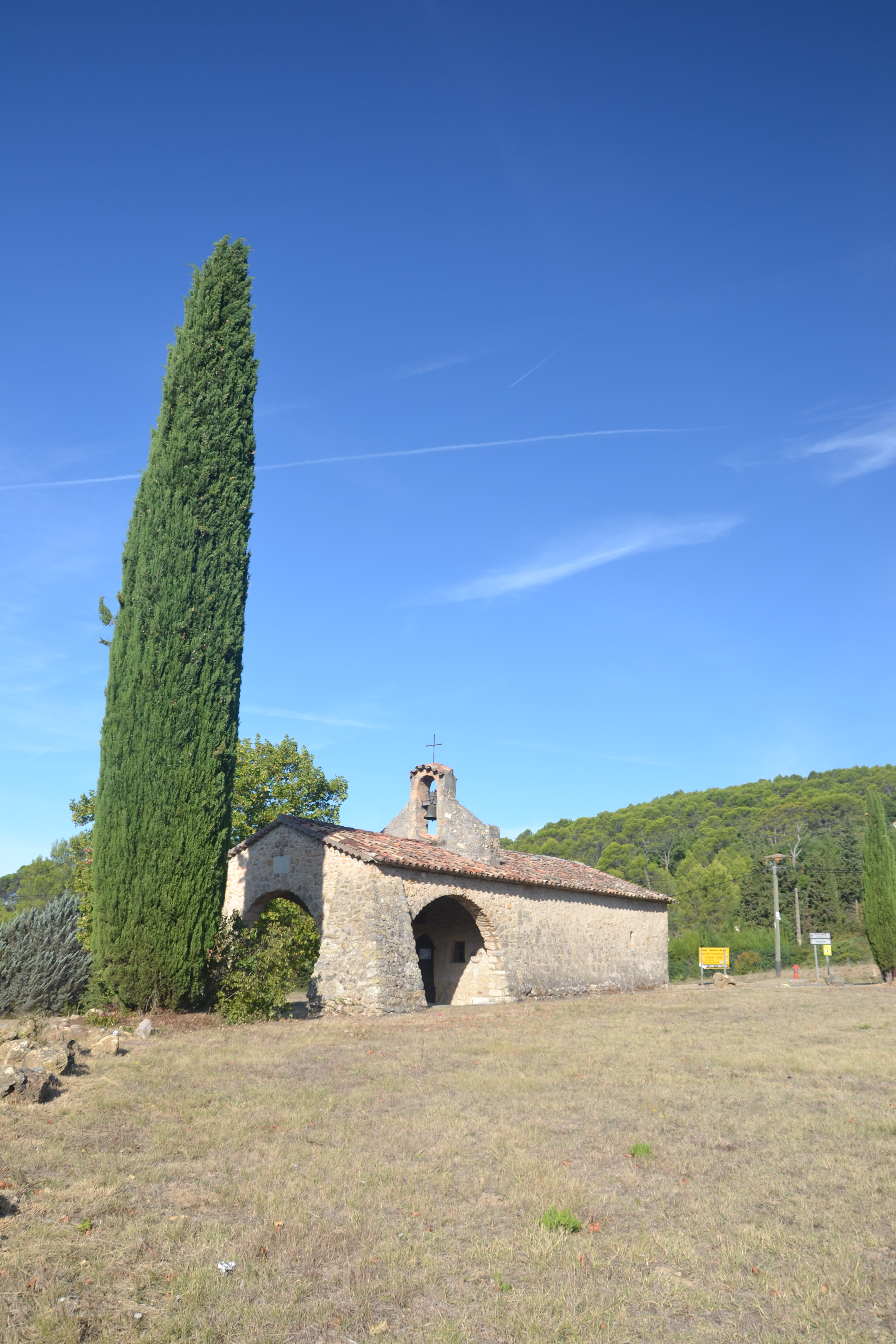
Chapelle Saint-Jaume.

### Autres éléments de patrimoine

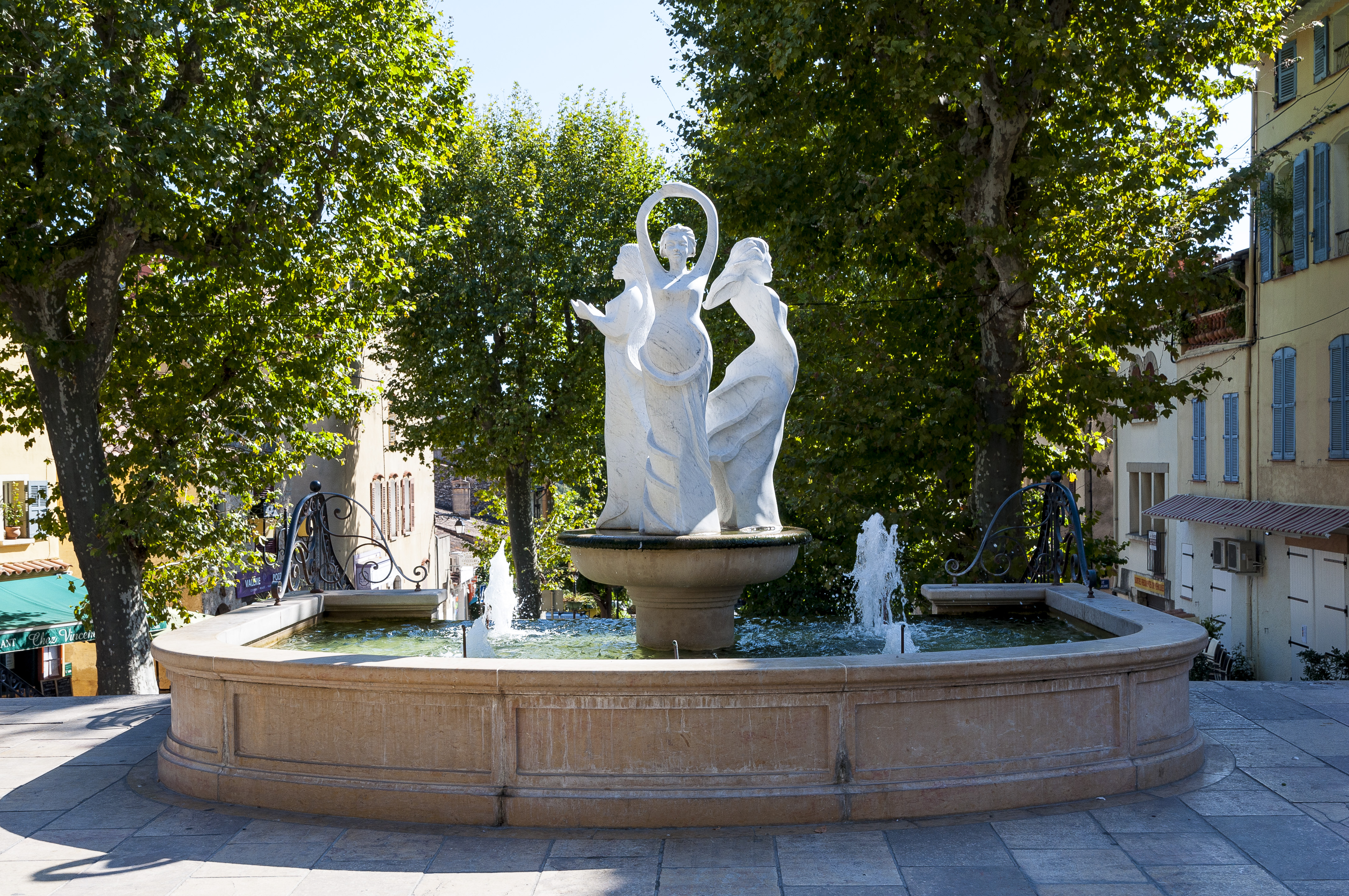
Fontaine à Lorgues, ville provençale.

- Dolmens, oppidum ligure,
- Bains maures VIIIe siècle ; IXe siècle[100],[101],
- Le quartier templier du Ruou[102],
- L'enceinte fortifiée[103]  et son beffroi[104],[105].

- Les 20[106] lavoirs et fontaines[107],[108],[109],[110],[111],[112], et notamment :
  - La Font Couverte du XIIe siècle[113].
  - Fontaine place des Ormes, inscrite sur l’inventaire supplémentaire des monuments historiques, par arrêté du 24 février 1926[114].
  - Fontaine de la Noix du XVIIIe siècle[115], place du Revelin[116].
  - Fontaine de la place des écoles[117].
- Le Musée Pictural Architectural Rob Jullien[118] installé dans le plus ancien moulin à huile de la ville.
- L’hôtel de ville du XIXe siècle[119].
- Le palais de justice datant du XVIIIe siècle[120].
- La cité scolaire, comprenant collège et lycée général et technologique[121].
- Monument aux morts de la guerre de 1914-1918[122],[123].
- Patrimoine naturel :
  - Les parcs et jardins : Le jardin public[124],et le parc du château de Sainte-Foy[125].
  - Site d'importance communautaire (SIC) : Val d’Argent[126],[127].
  - Zones de sensibilité pour la protection de la Tortue d'Hermann[128],[129],[130].

## Vie locale
- Son important et typique marché hebdomadaire du mardi matin.
- Ses produits du terroir : huile d'olive, miel, truffes, vins (une coopérative vinicole et douze domaines privés).
- Gastronomie et restaurants réputés.
- Un important réseau associatif (72 associations) contribue à la vie locale dans de nombreux domaines : culturels, sportifs, loisirs, humanitaires, aides à la personne[131]...

### Transports urbains
Commune desservie par le réseau régional de transports en commun Zou ! (ex Varlib).
Dans le Var 248 lignes (lignes scolaires comprises) assurent les rotations entre les communes varoises, en dehors des zones urbaines de Toulon, Draguignan et Fréjus-Saint Raphaël. Les bus des lignes 11 et 13 des Transports en Dracénie relie la commune à Draguignan.

### Enseignement
La commune de Lorgues dépend de l'Académie de Nice et les écoles primaires de la commune relèvent, elles, de l'inspection académique du Var.
La cité scolaire de Lorgues possède plusieurs entités : un collège et un lycée préparant aux baccalauréats généraux et technologiques.
En post-baccalauréat, l’établissement offre également la possibilité de formations en Brevet de technicien supérieur (BTS) et, par l’intermédiaire du GRETA, de nombreuses formations continues pour adultes.

### Sports
La commune bénéficie de l'activité de nombreuses associations sportives : Archers lorgais ; Equi-Passion ; ESL Basket club ; ESL Fottball E.T.S lorguaise ; ESL Gym féminine ; Judo club de Lorgues ; La boule de noix ; La godasse lorguaise ; Lorgues cyclo ; Lorgues ovalie Var ; Lorgues volley-ball loisir ; OTL multisports ; Poney club compétition ; Tennis club de Lorgues ; Yogavar.
Lorgues dispose d’un parcours de santé.

### Santé
- La ville dispose de toute la gamme des professionnels de santé (médecins généralistes, infirmiers, masseurs kinésithérapeutes, dentistes et chirurgiens dentistes, pharmacie, ambulances)[138].
- L'hôpital le plus proche est le Centre hospitalier de la Dracénie et se trouve à Draguignan, à 13 km[139],[140]. Il dispose d'équipes médicales dans la plupart des disciplines[141] : pôles médico-technique ; santé mentale ; cancérologie ; gériatrie ; femme-mère-enfant ; médecine-urgences ; interventionnel.

### Cultes
- Catholicisme : les catholiques lorguais font partie d'une paroisse englobant les villages de Saint-Antonin du Var, le Thoronet et Lorgues[142]. Le village compte plusieurs églises, dont la collégiale Saint-Martin, mais également les chapelles Saint-François, Chapelle Sainte-Anne, Saint-Jaume et celle de Saint-Ferréol accessible par un chemin de croix[143].
- Protestantisme : depuis 1980 l'Église réformée de France célèbre un culte dans la chapelle Saint-Honorat[144],[145].
- Culte musulman : il est célébré dans une ancienne bergerie transformée en mosquée, située 12 rue des Badiers[146].

## Personnalités liées à la commune
- Joseph de Raimondis d'Allons, seigneur d'Allons, (1723-1801), né à Draguignan et mort à Lorgues.
- Honoré de Pontevès-Bargème, comte de Tournon, dit Clairville, (1748-?), acteur français né à Lorgues.
- Louis Jean-Baptiste Le Clerc (Lorgues (Provence, auj. dans le département du Var), 22 février 1758 – Palais des Tuileries (Paris), 10 août 1792), comte de Lassigny, aristocrate français du XVIIIe siècle.
- Grégoire, baron Mourre (1762-1832), haut magistrat français sous la Révolution, l'Empire et la Restauration y est né[147].
- Joseph-Antoine Florens (1762-1842), baron de l'Empire, fonctionnaire de l'Empire et de la Restauration, préfet des Alpes-Maritimes, préfet de la Lozère.
- Marius Trussy, (1797-1867), écrivain provençal, auteur de Margarido en 1861 y est né.
- Casimir Dauphin, (1820-1888), écrivain né à Lorgues en 1820.
- Edwin Bonnefoy, (1836-1920), évêque de La Rochelle puis archevêque d'Aix de 1901 à 1920 y est né.
- Charles des Isnards, (1876-1964), député de Paris sous la Troisième République y est né.
- Geoffroy de Talamer, secrétaire du roi René, comte de Provence.
- Le Père Hyacinthe de Lorgues, Hyacinthe Antoine de Gasquet[148] fut un capucin, érudit, auteur d'ouvrages comme Lettres Apologétiques, il publia en 1766 : L'Usure démasquée.
- Georges Thill, (1897-1984), ténor français, né à Paris, s'est installé dans son mas de Lorgues à partir de 1975. Il y a résidé et conjointement enseigné l'art du bel canto jusqu'à sa mort survenue en 1984.